# Kacwinianka
Kacwinianka – rzeka będąca przedłużeniem płynącego na Słowacji Osturniańskiego Potoku. Po przekroczeniu granicy polsko-słowackiej w Kacwinie zmienia on nazwę na Kacwinianka. Spływa początkowo w północno-wschodnim kierunku pomiędzy wzniesieniami Pogórza Spiskiego, potem wypływa na dość rozległą Rówień Kacwińską i spływa krętym korytem w północnym kierunku. W Niedzicy łączy się z Łapszanką. Następuje to na wysokości 519 m n.p.m. w miejscu o współrzędnych 49°23′58″N 20°17′19″E/49,399444 20,288611.
Kacwinianka jest uważana za górny bieg Niedziczanki. Jej główne dopływy to: Hanuszowski Potoczek, Hawiarski Potok, Księży Potok oraz Zahorský potok. Wzdłuż koryta Kacwinianki, po jej orograficznie prawej stronie prowadzi szosa z Niedzicy do Kacwina.
Koryto Kacwinianki wyżłobione jest w skalistym podłożu. Znajduje się na nim wiele progów, z których spadają mniejsze i większe wodospady. Największy to wodospad Pod Młynarzką, przy którym istniał dawniej młyn. Przy granicy polsko-słowackiej znajduje się mniejszy Wodospad pod Upłazem.